# Сечкин Йоздемир
Сечкин Йоздемир (на турски: Seçkin Özdemir) е турски актьор, телевизионен и радио водещ, музикант и диджей.

## Биография
Сечкин Йоздемир е роден на 25 август 1981 г. в Истанбул. След като завършва икономика в Университет Коджаели Архив на оригинала от 2007-01-16 в Wayback Machine., започва да учи театър в Müjdat Gezen Art Center в Истанбул.
Започва кариерата си като радиоводещ през 2000 г. с предаване по „Red FM“, а от 2002 до 2004 г. води радио шоу „Брейнсторм“ – едно от най-слушаните предавания в радиоефира. През 2004 г. по „My Radio“ в Истанбул Сечкин създава интерактивна програма за радио шоу по време на шофиране. Тя се излъчва в продължение на 5 месеца, като през август същата година програмата достига номер едно по слушаемост.
Успоредно с кариерата си по радиото, Сечкин е популярен DJ в едни от най-известните клубове в Анталия, Истанбул и Бодрум, където прави както собствени партита, така и концерти с други звезди.
Също така той е водещ на развлекателни телевизионни предавания. През 2004 започва да води шоуто Hello Moto по Number 1 TV. През 2005 г. със спонсорството на Foster's стартира шоуто „Лопата“, което през 2006 е поставено сред най-добрите телевизионни програми, според турския младежки клуб – GNCTRKCLL. Води предаването "Play" по Number 1 TV и Number 1 FM.
Участва в редица телевизионни реклами на Coca-Cola, Binboa Vodka, Akbank, Ülker, GNÇ – TURKCELL и др. Има две номинации за най-добър актьор в романтична комедия през 2017 и 2018 г.
Занимава се и с музика. Има авторски песни, една от които е популярната „Herşeye çaredir Zaman“.

## Актьорска кариера
През 2008 г. получава малка роля в продукцията на ATV „Дивата роза“, където играе Бурак.
Три години по-късно, през 2011, играе главната роля на Иляс Авджъ в сериала Момичето с червения шал, партнирайки си с актрисата Йозге Йозпиринчджи. Сериалът е създаден по повестта на Чингиз Айтматов „Тополчице моя с червена забрадка“.
Година по-късно Сечкин Йоздемир играе в най-популярната турска историческа продукция Великолепният век. Героят му Лео е някогашен ухажор на султанката, която трябва да го отрови, за да не разкрива тайните от миналото ѝ.
През 2013 г. Сечкин добива изключителна популярност с главната роля в сериала Една любовна история, който е адаптация на корейската телевизионна поредица „I'm Sorry, I Love You“. Там той изиграва ролята на Коркут Али, като си партнира с актрисата Дамла Сьонмез.
През есента на 2014 г. играе Али Юсуф Тан в сериала „Грешници“ на FOX, а няколко месеца по-късно участва в сериала на ATV „Раджон – за моето семейство“ с ролята на Аднан Корхан, но тези две роли не му носят голяма популярност.
През 2015 г. обаче участието му в сериала на ShowTV Горчива любов отново го изстрелва нагоре. Там играе ролята на Булут.
За 2016 г. има участие във втория сезон на сериала „Любов под наем“ в ролята на Памир Марден.
В сериала „Светулка“, една от най-успешните продукции на StarTV за 2017, Сечкин играе ролята на успешния адвокат по бракоразводни дела Баръш. Той се страхува от любовта и смята, че животът няма смисъл. Животът обаче му поднася изненада, като му пресича пътя с жизнерадостната Аслъ (Нилай Дениз), която, за да издържа семейството си, работи като таксиметров шофьор.
През 2017 се снима и в игралния филм „Един дъх е достатъчен“.
Февруари 2018 г. стартира новят сериал „Моята опасна жена“. В него Сечкин изпълнява главната мъжка роля на Алпер Бозтепе. Партнира си с актрисата Гонджа Вуслатери. Сериалът е по-скоро комедия – нещо, което е нетипично за досегашните роли на Сечкин Йоздемир. Основната идея на сюжета е да покаже как един привидно щастлив брак може да се превърне в истински ад.

## Личен живот
Сечкин Йоздемир има две по-малки сестри и по-голям брат. Висок е 181 см., зодия дева. Майка му по произход е от гръцките турци, родом от Ксанти, а баща му е роден в Синоп. Родителите му се запознали в Ксанти и се оженили, когато се преместили в Истанбул. Майка му е домакиня – грижела се е за децата и дома. Баща му е занаятчия. Имал е магазин за обувки, а сега е пенсионер. Сечкин Йоздемир е израснал в традиционно турско семейство.
Той е домошар, обича ежедневието и спокойния живот. В свободното си време обича да бъде със семейството си, приятелите си, котката си, както и да се разхожда и наслаждава на прекрасния Истанбул. Обожава да пие чай и да похапва шоколад. Определя себе си като приятен и забавен човек. Открит е и винаги показа това, което чувства.
Любимите му музикални жанрове са соул, джаз и блус, а също така харесва музиката от 70-те и 80-те години. Абсолютен фен е на Майкъл Джексън.
Страхува се от насекоми – това е единствената му фобия. Домашният му любимец е котка. Една от мечтите му е да отиде на пътешествие в Космоса.
Спортува всеки ден. Обича футбола и той заема важна част в неговия живот. Фен е на футболните отбори Галатасарай и Турския национален отбор. Казва за себе си, че ако не е актьор, би се радвал да бъде футболист в отбор като Галатасарай или някой от големите европейски отбори. Но това за него е просто мечта. Почитател е на екстремните спортове – чувството за опасност му харесва.
От 2014 г. до 2016 г. е обвързан с актрисата Деря Сеноуи. От юни 2018 до февруари 2019 година има връзка с актрисата Демет Йоздемир. Съвпадението на фамилиите им е случайност.

## Филмография
| Сериали       | Сериали                        | Сериали                  | Сериали                   | Сериали    |
| Година        | Заглавие на български език     | Заглавие на турски език  | Роля                      |            |
| ------------- | ------------------------------ | ------------------------ | ------------------------- | ---------- |
| 2008          | Дивата роза                    | Yaban Gülü               | Бурак                     | Поддържаща |
| 2011 – 2012   | Момичето с червения шал        | Al Yazmalım              | Иляс Авджъ                | Главна     |
| 2012          | Великолепният век              | Muhteşem Yüzyıl          | Лео                       | Поддържаща |
| 2013 – 2014   | Една любовна история           | Bir Aşk Hikayesi         | Коркут Али                | Главна     |
| 2014          | Грешници                       | Günahkar                 | Али Юсуф Тан              | Главна     |
| 2015          | Закон за моето семейство       | Racon Ailem İçin         | Аднан Корхан              | Главна     |
| 2015 – 2016   | Горчива любов                  | Acı Aşk                  | Булут Оджак               | Главна     |
| 2016          | Любов под наем                 | Kiralık Aşk              | Памир Марден              | Главна     |
| 2017          | Светулка                       | Ateş Böceği              | Баръш Бука                | Главна     |
| 2018          | Моята опасна жена              | Tehlikeli Karım          | Алпер Бозтепе             | Главна     |
| 2018          | Разбита душа                   | Can Kırıkları            | Комисар Аслан             | Главна     |
| 2019          | Скъпо минало                   | Sevgili Geçmiş           | Синан Малик               | Главна     |
| 2020          | Камериерки                     | Hizmetçiler              | Иит Атаханлъ              | Главна     |
| 2020-2021     | Осман - Основателят            | Kuruluş: Osman           | Флатиос                   | Поддържаща |
| 2021          | Създател на проблеми           | Baş Belası               | Главен комисар Шахин Кара | Главна     |
| 2024          | Мехмед: Султан на завоеванията | Mehmed: Fetihler Sultanı | Константин XI             | Главна     |
| Игрални филми |                                |                          |                           |            |
| 2017          | Един дъх е достатъчен          | Bir Nefes Yeter          | Яман                      | Главна     |
| 2018          | Дребосък                       | Bücür                    | Мурат                     | Главна     |
| 2020          | Гамония: Страната на мечтите   | Gamonya: Hayaller Ülkesi | Маркус                    | Главна     |
| 2023          | Бял щъркел                     | Yaren Leylak             | Картал                    | Главна     |